# Flughafen Curuzú Cuatiá

i8
i11
i13
Der Flughafen Curuzú Cuatiá (spanisch: Aeropuerto General Manuel Belgrano Curuzú Cuatiá; IATA-Code: UZU, ICAO-Code: SATU) war ein Flughafen 2 km östlich von Curuzú Cuatiá in der argentinischen Provinz Corrientes.

## Flughafendaten
Der Flughafen hatte  eine Asphaltpiste mit 2121 m Länge und 45 m Breite. Die Seehöhe beträgt 70 m.

## Geschichte
Die heutigen Anlagen des Flughafens wurden in den 1970er Jahren gebaut, die Aktivitäten gehen jedoch auf die 1950er Jahre zurück, als 1949 das Gelände für den Bau eines neuen Flughafens in der Gegend enteignet wurde. Seine Einrichtungen waren die wichtigsten in der südlichen Provinz, mit wöchentlichen Flügen in die Bundeshauptstadt durch die Fluggesellschaften Austral Líneas Aéreas und Aerolíneas Argentinas. Derzeit ist der Flughafen Curuzú Cuatiá, Eigentum der Provinz Corrientes, seit 2009 geschlossen und wird nicht mehr gewartet. Von den ursprünglich 2121 Metern Landebahn sind nur noch 1000 betriebsbereit. Das Befeuerungssystem wurde zurückgezogen und die Air Force Meteorological Station auf den Flughafen “Del Iberá” in der Stadt Mercedes verlegt.

## Zwischenfälle
- Am 17. Januar 1962 wurde eine Curtiss C-46A-45-CU Commando der paraguayischen Aerocarga (Luftfahrzeugkennzeichen ZP-CAI) bei der Landung 50 Kilometer südsüdöstlich des Flughafens Curuzú Cuatiá irreparabel beschädigt. Über Personenschäden liegen keine Informationen vor.[4]